# Marina Déak
Marina Déak est une réalisatrice, scénariste et actrice française.

## Biographie
Parallèlement à ses études en philosophie, chinois et sciences politiques, Marina Déak intègre le monde du cinéma. Elle travaille comme régisseuse, photographe de plateau, participe à des lectures de scénarios, puis écrit, réalise et joue au sein des œuvres fictionnelles qu'elle compose. Elle travaille le genre documentaire tout comme la fiction.
En 2011, Marina Déak réalise un premier long métrage Poursuite, un film sur la séparation et la liberté de refaire sa vie que l'on soit homme ou femme, père ou mère. Audrey a quitté Eric. Elle dépose leur fils Mathieu chez sa mère, en attendant la suite. 
Pour le documentaire Si on te donne un château, tu le prends ? sorti en 2017, la réalisatrice offre une réflexion sur l’habitat contemporain. Elle examine tour à tour les modes de vie distincts de campeurs à l'année, d'habitants de pavillons dans la Nièvre et d'une cité utopique de banlieue. Le documentaire s'intéresse au phénomène de ghettoïsation de la société,. 
Dans son documentaire Navire Europe (2023), Marina Déak tente de raviver la mémoire de la rescapée d'Auschwitz Trude Levi, sa grand-mère, en plongeant dans l'héritage du génocide dans l'histoire collective comme dans son histoire personnelle.  

## Filmographie
- 2002 : Le Chemin de traverse (court métrage)
- 2005 : Les Profondeurs (court métrage)
- 2007 : Femme femme (court métrage)
- 2011 : Poursuite
- 2017 : Si on te donne un château, tu le prends ? (documentaire)
- 2023: Navire Europe (documentaire)